# Trustfall (single)
Trustfall is een nummer van de Amerikaanse zangeres Pink uit 2023. Het is de tweede single van haar gelijknamige negende studioalbum.
De titel TRUSTFALL is een acroniem, dat staat voor:

Truth

Reflection

Uncertainty

Security

Terror

Faith

Acceptance / Audacity

Letting go

Love

"Trustfall" gaat over het confronteren van angst, en het vertrouwen dat dingen goed zullen komen. Het nummer, mede geschreven en geproduceerd door Snow Patrol-toetsenist Johnny McDaid, werd in een aantal landen een hit. In Pinks thuisland de Verenigde Staten viel het net buiten de Billboard Hot 100 en reikte het tot de 11e positie in de Bubbling Under Hot 100. Meer succes kende de plaat in Europa, zo ook in het Nederlandse taalgebied. Het bereikte de 21e positie in de Nederlandse Top 40, en de 27e positie in de Vlaamse Ultratop 50.